# 八放珊瑚亞綱
八射珊瑚亞綱（学名：Octocorallia）是珊瑚纲的一個亞綱，大約有三千個不同的種屬組成，都是水生生物。所有八射珊瑚均屬於八射珊瑚亞綱，泛指所有有八隻輻射對稱觸手的珊瑚蟲，牠們全是濾食性動物，聚居在水流大的地方。這些生物都有內骨骼。如同所有的刺胞動物，這些生物都有一個複雜的生命週期階段：包括被當作浮游生物的能動階段，以及其後繽紛的固定階段。

## 系统发育
在系统发育方面，八放珊瑚亞綱是一種單系群。過往的八放珊瑚亚纲可分为六個目：
- 海鸡冠目（Alcyonacea）：又名軟珊瑚目，包括了海雞冠、手指珊瑚等
- 柳珊瑚目（Gorgonacea）：又名角珊瑚目，包括了海鞭、海扇等
- 匍匐珊瑚目（Stolonifera）：又名笙珊瑚目或走根珊瑚目，包括了草皮珊瑚等
- 蒼珊瑚目（Helioporacea）：又名藍珊瑚目、共鞘目
- 海筆目（Pennatulacea）：又名海螅目，包括了海筆、海仙人掌等

而現在的分類如下:
- 軟珊瑚目(Malacalcyonacea)

- 硬軟珊瑚目 (Scleralcyonacea)

世界海洋物種目錄在2022將全軸珊瑚亞目(Holaxonia）、原海雞冠亞目(Protoalcyonaria）、骨軸珊瑚亞目（Scleraxonia）、軟珊瑚亞目（Alcyoniina）、匍匐珊瑚亞目（Stolonifera）併成軟珊瑚目(Malacalcyonacea)。而鈣軸珊瑚亞目(Calcaxonia)分出去成為硬軟珊瑚目(Scleralcyonacea)。蒼珊瑚目（Helioporacea）改成蒼珊瑚科(Helioporidae)，海筆目（Pennatulacea），則變成海筆亞目(Pennatuloidea)。

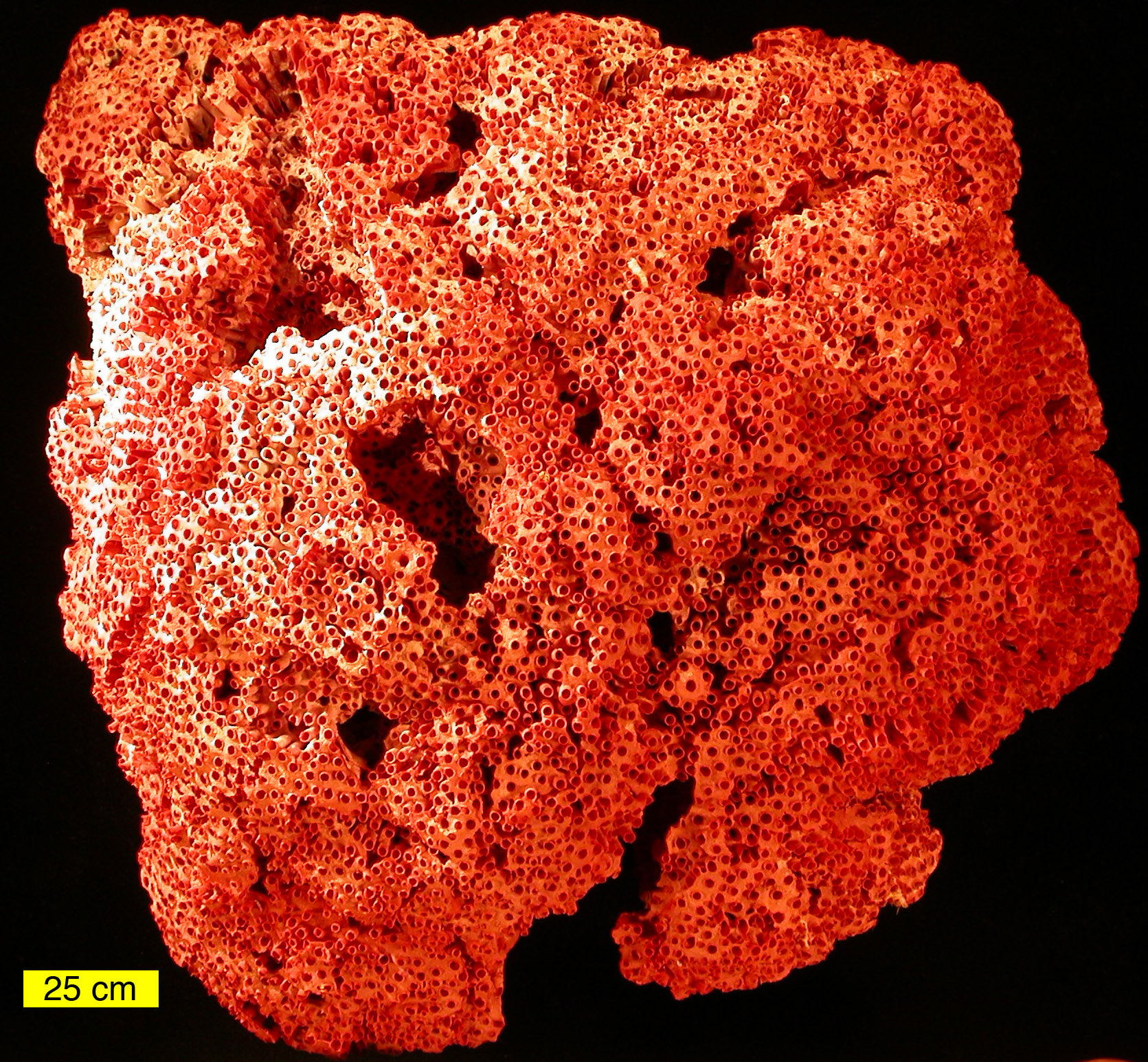
Full corallum of Tubipora musica.

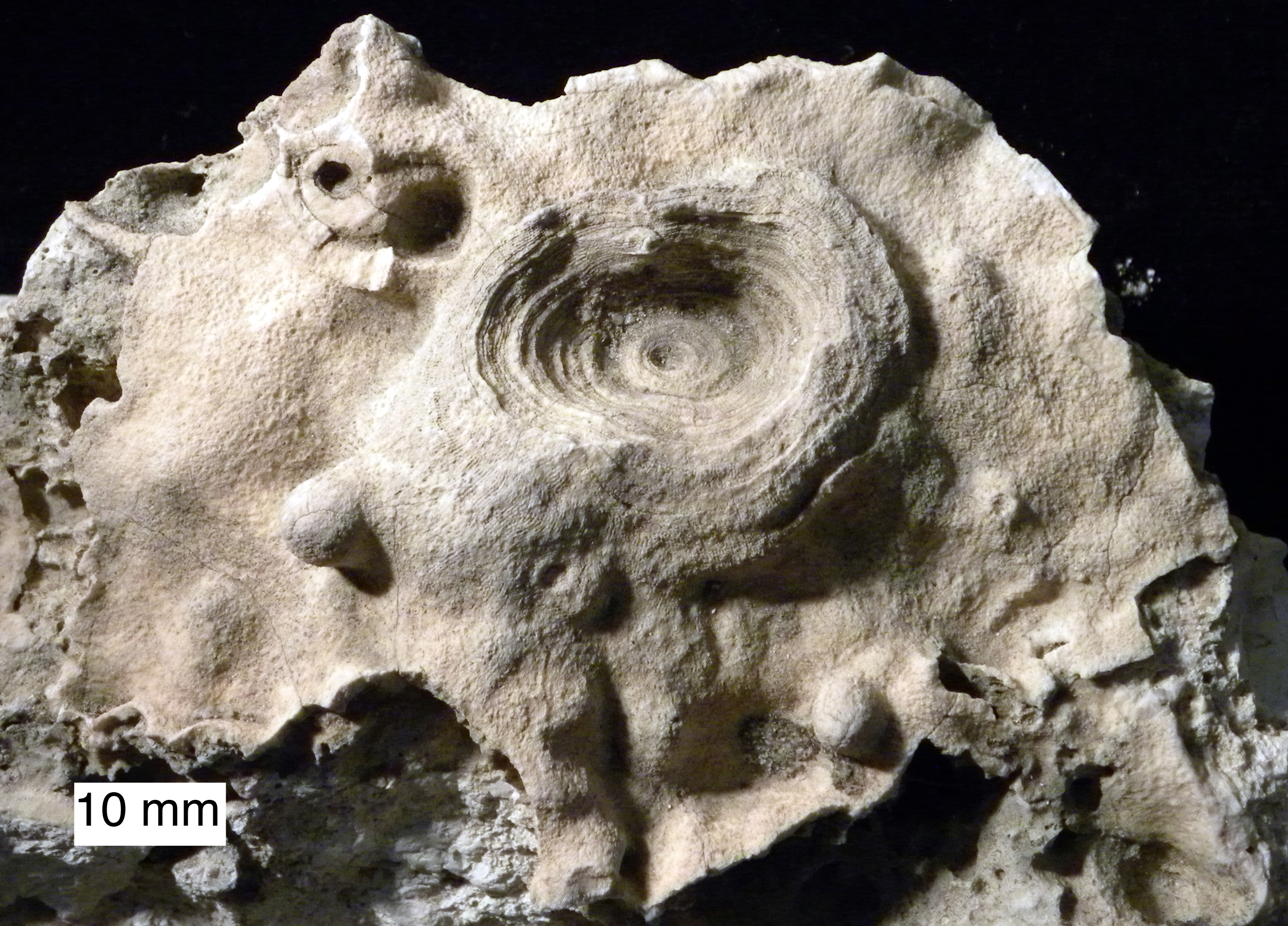

## 外部連結
- . ITIS.